# Totentanz (Egger-Lienz)

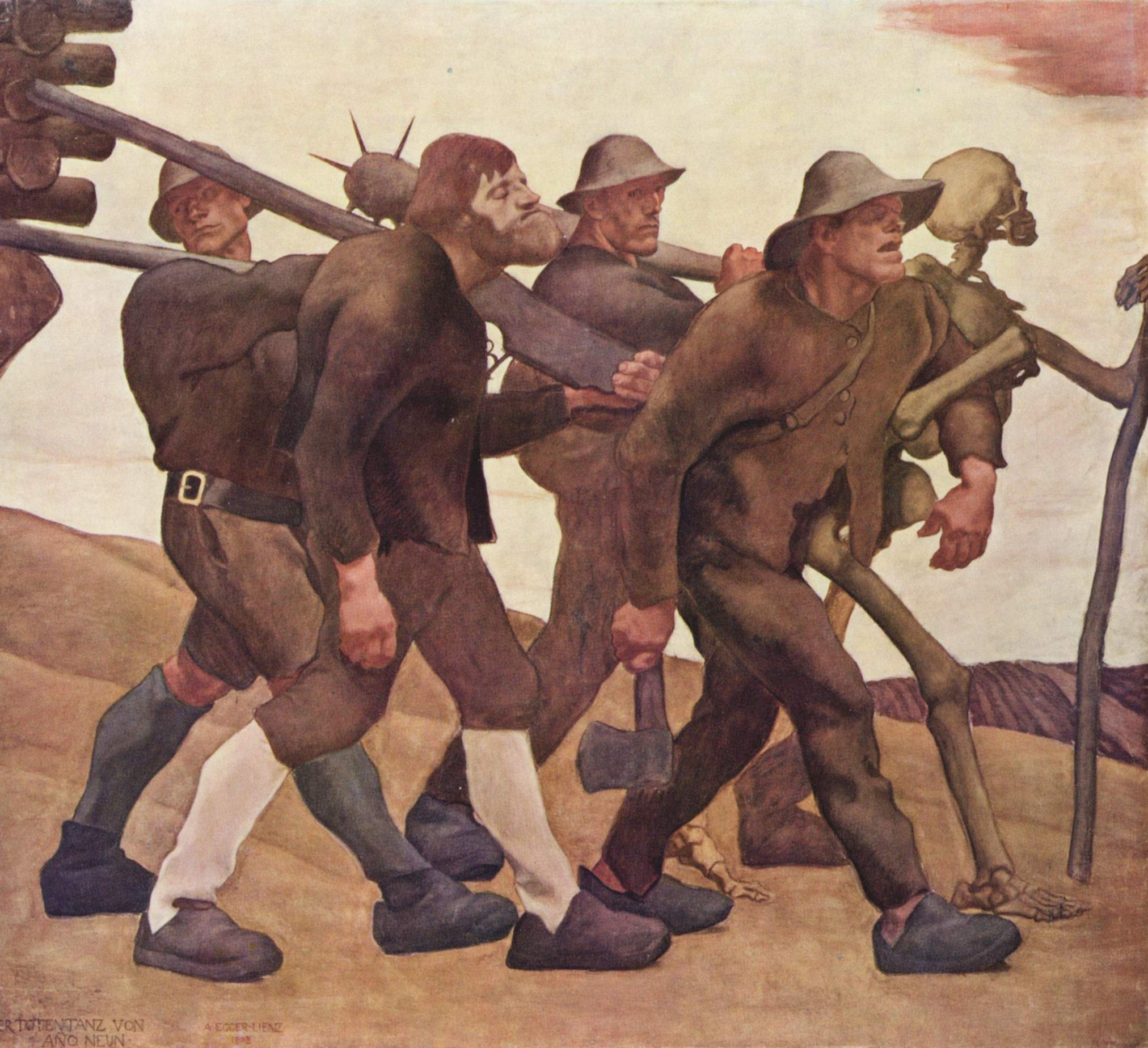
Der Totentanz von Anno Neun, 1908.

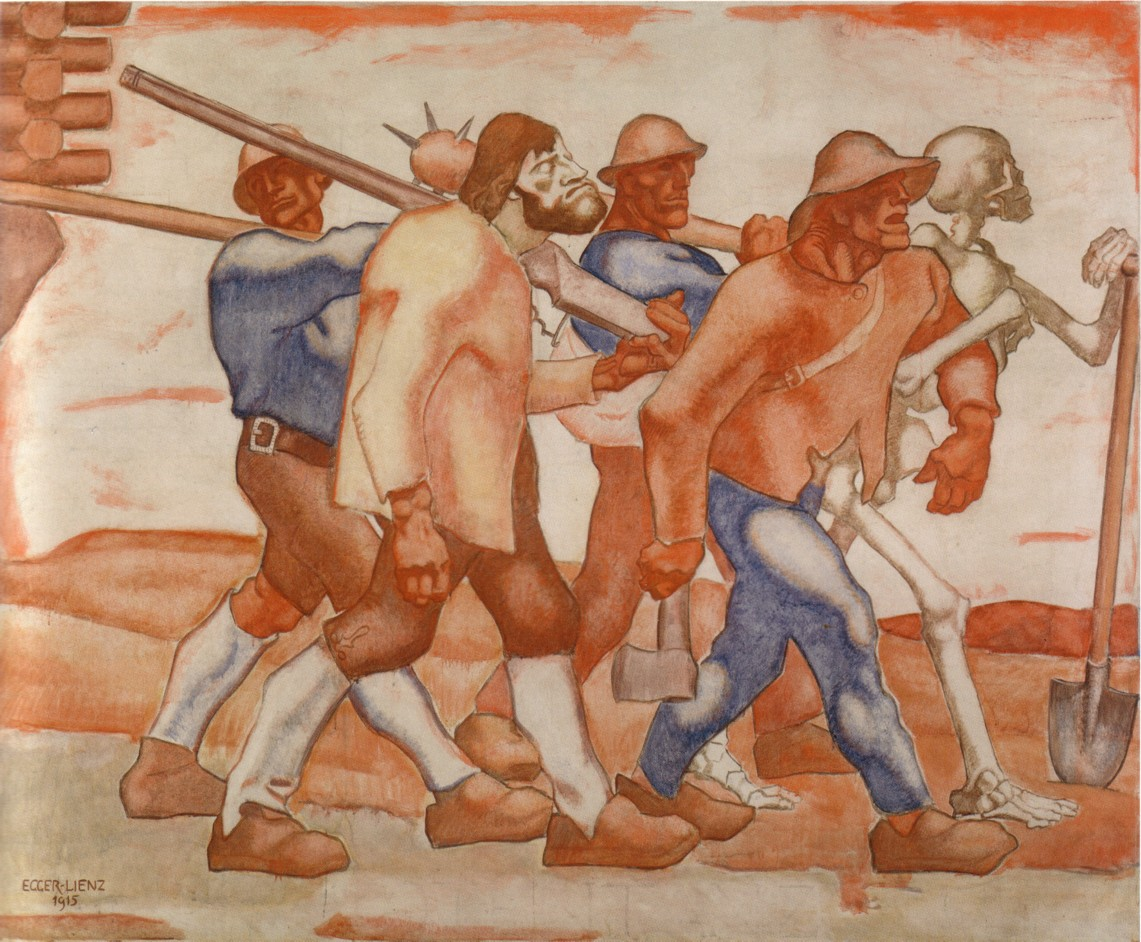
Totentanz, Vierte Fassung, 1915.

Totentanz ist der Titel einer Reihe von Gemälden des österreichischen Malers Albin Egger-Lienz. Zwischen 1906 und 1921 entstanden sechs Fassungen, zu denen noch etliche Entwürfe und Wiederholungen in Öl und Kasein, Studien in Kohle, sowie Druckgrafiken kommen. Alle Gemälde zeigen vier bewaffnete Männer in bäuerlich-alpenländischer Kleidung, die im Freien einem Skelett folgen. Sie marschieren dabei nach rechts. Die Fassung von 1908 ist auch als Der Totentanz von Anno Neun bekannt.

## Entstehung
Erster Hinweis auf eine Beschäftigung Egger-Lienz' mit dem Thema Totentanz ist ein Brief Eggers an Heinrich Hammer, seinen späteren Biographen, vom 5. Mai 1906, in dem er schreibt, er werde wahrscheinlich eine Art Totentanz machen. Aus Briefen und Fotografien geht auch hervor, dass eine erste Fassung im Sommer 1906 und 1907 in Längenfeld im Tiroler Ötztal entstand, wo ihm Einheimische Modell standen. Im Zuge mehrerer Übermalungen und Varianten änderte er das Motiv vielfach: Das Skelett wurde der ursprünglich vorhandenen Kutte entledigt und erhielt einen Stock, Haltung, Alter der Männer wurden geändert. Schlussendlich zerschnitt Egger-Lienz die 220 × 230 Zentimeter große Erstfassung.
Für die Komposition wurde Egger-Lienz durch ein Bronzerelief von Constantin Meunier angeregt: Heimkehr der Bergleute. Wie Egger-Lienz zum Totentanz-Motiv kam, ist in der Forschung noch ungeklärt. Hinweise auf ein Totentanz-Drama von Egger-Lienz' späterem Bekannten Franz Kranewitter werden von Uli Wunderlich verworfen.

## Fassung von 1908
1908 wiederholte Egger-Lienz die Erstfassung in Kaseintechnik. Sie ist als Der Totentanz von Anno Neun bekannt und befindet sich in der Österreichischen Galerie Belvedere. Er hatte einen Auftrag der Modernen Galerie (Vorläuferin der Österreichischen Galerie), ein Gemälde für die Ausstellung zum 60. Regierungsjubiläum Kaiser Franz Josephs anzufertigen, das den Tiroler Befreiungskampf 1809 zum Thema haben sollte. Die Motivwahl wurde als Provokation empfunden, Egger-Lienz wurden sozialdemokratische Tendenzen unterstellt. Dieser Vorfall führte schließlich auch dazu, dass Thronfolger Franz Ferdinand die Berufung Egger-Lienz' zum Professor an der Akademie der Bildenden Künste Wien verhinderte. Während das Gemälde in Wien mehr oder weniger totgeschwiegen wurde, gab es in Innsbruck, wo die 100-Jahr-Feiern der Befreiungskriege begangen wurden, eine ausführliche und teilweise sehr wohlwollende Rezeption, wie etwa in einem Artikel des Heimatdichters Karl Anton Domanig:

„... nicht die Rauflust und die Siegeshoffnung der Tiroler hat der Künstler darstellen wollen, sondern, wie sie dem gewissen Tode unmittelbar gegenüberstehen. Und da hat noch keiner gejauchzt und sich keiner gefreut. Man erinnere sich nun der Totentänze, die der jüngere Holbein oder in neuerer Zeit der geniale Alfred Rethel geschaffen. [...] Hier bei Egger-Lienz erscheint der Tod nur als Dränger, nicht eigentlich als Überwältiger. Denn freiwillig haben sich die Männer, die so kräftig ausschreiten, dem Tode geweiht; es sind Vertreter jenes entschlossenen Volkes, das seine heiligsten Güter auf das äußerste verteidigte, sich opferte für Gott, Kaiser und Vaterland. Die Schrecken des Todes umnachten ihre Sinne, aber aufrecht hält sie das Bewusstsein der Pflicht.“

## Weitere Fassungen
Egger-Lienz wurde von den Nationalisten geschätzt, in den Anfangszeiten des Ersten Weltkriegs dienten seine Werke zur Ausstattung tendenziöser Schriften. Der Totentanz diente dem Kriegs-Almanach von 1914 des Leipziger Xenien-Verlags als Frontispiz. Diese Popularisierung führte auch zu einer verstärkten Nachfrage nach den Bildern, sodass Egger-Lienz während des Krieges mindestens sechs Exemplare des Totentanzes malte.
Die Bilder unterscheiden sich im Format, aber auch in Kleinigkeiten: der Knochenmann stützt sich auf einen Spaten statt auf einen Stock. Die dritte Fassung von 1914 (M 351, heute im Landesmuseum Klagenfurt) zeigt die Bauern in hellen Joppen, die dem Tod über eine Prügelbrücke folgen.
Die sechste Fassung (M 519) von 1921 zeigt einen verringerten Bildausschnitt und drängt die Figuren eng zusammen, im Hintergrund steht eine Wand statt des ansonsten vorhandenen Himmels.
Die folgende Tabelle beinhaltet die 14 Gemälde, die die komplette Figurengruppe umfassen (WVZ = Nummer im Werkverzeichnis).
| WVZ   | Datum   | Attribut | Beschreibung                                    | Standort                             |
| ----- | ------- | -------- | ----------------------------------------------- | ------------------------------------ |
| M 223 | 1906/07 | Stock    | 1. Fassung, Öl auf Leinwand, 220 × 230 cm       | 1908 in 3 Teile zerschnitten         |
| M 224 | 1906    | Sense    | Entwurf, Öl oder Tempera                        | unbekannt                            |
| M 225 | 1906    | Sense    | Entwurf, Öl oder Tempera                        | unbekannt                            |
| M 226 | 1906/08 | Stock    | 1. Fassung, Kasein auf Leinwand, 225 × 233 cm   | Wien, Belvedere                      |
| M 291 | 1910/11 | Stock    | 1. Fassung, Kasein auf Leinwand, 226 × 253 cm   | Dresden, Gemäldegalerie              |
| M 348 | 1910/14 | Spaten   | 2. Fassung, Öl auf Leinwand, 96 × 115,5 cm      | Innsbruck, Landesmuseum              |
| M 349 | 1914    | Spaten   | 2. Fassung, Öl auf Leinwand, 127 × 155 cm       | Privatbesitz                         |
| M 351 | 1914    | Stock    | 3. Fassung, Kasein auf Leinwand, 243 × 274,5 cm | Klagenfurt, Landesmuseum             |
| M 352 | 1915    | Spaten   | 4. Fassung, Kasein auf Leinwand, 201,5 × 243 cm | Wien, Leopold Museum                 |
| M 353 | 1916    | Spaten   | 4. Fassung, Kasein auf Leinwand, 130 × 165 cm   | Privatbesitz                         |
| M 354 | 1916    | Spaten   | 4. Fassung, Kasein auf Leinwand, 130 × 165 cm   | Privatbesitz                         |
| M 518 | 1921    | Spaten   | 5. Fassung, Öl auf Holz, 129,5 × 151 cm         | Privatbesitz Rupert-Heinrich Staller |
| M 519 | 1921    | –        | 6. Fassung, Öl auf Leinwand, 130 × 152 cm       | Privatbesitz                         |
| M 648 | 1914/15 | Stock    | 1. Fassung, Technik und Malgrund unbekannt      | unbekannt                            |

Daneben fertigte er Teilwiederholungen an: Einzelköpfe als Gemälde, in Aquarell, Pastell und Rötel. 1923 fertigte er auch Lithographien an.

## Rezeption
Nach dem Gemälde komponierte Maria Hofer 1947 das symphonische Werk Totentanz.